# Blogger
Ein Blogger [blɔger], international auch Weblogger genannt, ist Herausgeber oder Verfasser von Blog-Beiträgen. Dazu lässt sich eine eigene Website oder ein Portal nutzen.
Ein Blogger steht als wesentlicher Autor über dem Text, schreibt zumeist in der Ich-Perspektive und integriert seine persönliche Meinung. Er ist Teilnehmer der Blogosphäre und verlinkt seine Beiträge häufig mittels Trackbacks oder Pingbacks zu anderen Blogs, um eine größere Bekanntheit zu erlangen.
Blogger können als Webautoren angesehen werden und gehören allen sozialen Schichten, Alters- sowie Berufsgruppen an. Sie sind ein entscheidender Hinweisgeber für den klassischen sowie den Online-Journalismus. Der Autor kann innerhalb eines Blogbeitrags testen, wie relevant das Thema für seine Leser ist, und mit Hilfe des Feedbacks eine eigene Geschichte schreiben.

## Merkmale
Zu den zahlreichen Themen, über die geschrieben wird, haben sich eigene Untergruppierungen herausgebildet. Die Abgrenzung erfolgt meist nach dem Inhalt (Auto, Mode, Technik, Reise, Arbeit, Bild, Video, Politik, Küche, Mutter, Produkttest).

### Statistisches
Es gibt schätzungsweise 300.000 aktive Blogger in Deutschland, allerdings kann die Zahl nicht verlässlich geschätzt werden.
Eine zentrale Erkenntnis der Untersuchung von Neuberger/Nuernbergk/Rischke aus dem Frühjahr 2007 ist, dass die Mehrzahl der Blogger persönliche Erfahrungen und Erlebnisse veröffentlicht, das Weblog also als eine Variante des Online-Journals verwendet.
- Eine Studie des Singapore Internet Research Centre unter etwa 1200 englischsprachigen Bloggern teilte die Blogs in zwei Kategorien ein: 73 Prozent der Befragten führten ein sogenanntes personal Blog, 27 Prozent ein non-personal Blog. Die Blogger der zweiten Gruppe schreiben vor allem, um „zu kommentieren“ und „Informationen zu liefern“. Ihr Ziel ist zudem, ein möglichst großes Publikum zu erreichen. Auch soziodemografisch unterscheiden sich die beiden Gruppen: Non-personal-Blogger sind zum Großteil Männer, die eine höhere formale Bildung als Personal-Blogger haben. Außerdem haben sie im Schnitt mehr Leser, aktualisieren ihr Blog häufiger und verbringen mehr Zeit damit.
- Ähnliche Ergebnisse erbrachte im Jahr 2005 eine Umfrage unter mehr als 4000 deutschsprachigen Bloggern. 71 Prozent der befragten Blogger gaben an, „zum Spaß“ zu schreiben; 62 Prozent wollen in ihrem Blog „eigene Ideen und Erlebnisse für sich selbst festhalten“. Demgegenüber bloggen 33 Prozent, weil sie ihr „Wissen in einem Themengebiet anderen zugänglich machen wollen“, und 13 Prozent „aus beruflichen Gründen“.

### Geschlechteranteile
Studien belegen, dass im deutschen Sprachraum statistisch betrachtet mehr Frauen als Männer bloggen. So betrug der Frauenanteil einer Studie der Ruhr-Universität Bochum 2005 66,1 %. Allerdings muss man zwischen den Arten der Blogs unterscheiden. Im Bereich der A-Blogs ist der Frauenanteil geringer (bei der Bochumer Studie 29 %). Unter den einhundert größten Blogs war bei dieser Studie sogar nur ein weiblicher Blog zu finden.
Franka Hesse zeigt aber auf, dass bei Studien, die auf Selbstrekrutierung der Befragten resultieren, der Frauenanteil wesentlich geringer ist (Schmidt/Wilbers 2006, Abold 2005). Die Diskrepanz zwischen Zahl der weiblichen Blogger und Wirkungsgrad ihrer Blogs belegen auch Seiten wie die „Deutschen Blogcharts“, die eine laufend aktualisierte Auflistung der 100 reichweitenstärksten deutschen Weblogs bieten.
Auch in den USA ist diese Tendenz zu bemerken. Die Perseus-Studien der Jahre 2003 und 2005 zeigen auf, dass in den USA mehr Frauen als Männer bloggen. Allerdings sind die meisten Autoren von reichweitestärkeren Blogs mit öffentlichen Themen (Filter- und Knowledge-Blogs) weiß und männlich.
Das Geschlecht der Blogger wirkt sich auch auf die Inhalte der Blogs aus. So zeige die Bochumer Studie, dass doppelt so viele von Männern geführte Blogs sich mit politischen Fragen beschäftigen wie von Frauen geführte. Auch bloggen Frauen vermehrt zu privaten Inhalten.
Franka Hesse spricht gar davon, dass die Blogs der deutschen Blogosphäre „hochgradig gegendert“ (also geschlechtsspezifisch) sind und deutliche inhaltliche, vom „Gender“ (Geschlechterrollenbild) beeinflusste Unterschiede zeigen. Zu dieser Thematik gibt es bisher aber nur einzelne Studien, die keinesfalls weltweit anwendbar sind.

## Untergruppierungen (Auswahl)
Der allgemeine Begriff Blogger kann in thematische Untergruppen aufgeteilt werden:
- Modeblogger
- Beautyblogger
- Technikblogger
- Foodblogger
- Jobblogger
- Reiseblogger
- Buchblogger[6]
- Kulturblogger[7]

Besonders an jüngere Benutzer richten sich Videoblogger, die eigene, oft kommerzielle Kanäle auf Videoplattformen wie YouTube betreiben.
Damit auch Privatpersonen und journalistische Laien journalistische Grundregeln respektieren lernen, wurde unter dem Dach des PresseClubs München ein Blogger-Club gegründet. Hierzu gehören Workshops über das „Zwei-Quellen-Prinzip“, die Trennung von Meinung und Information und insbesondere die Transparenz über bezahlte Inhalte und Werbung.